# Ruben Gallego (Politiker)

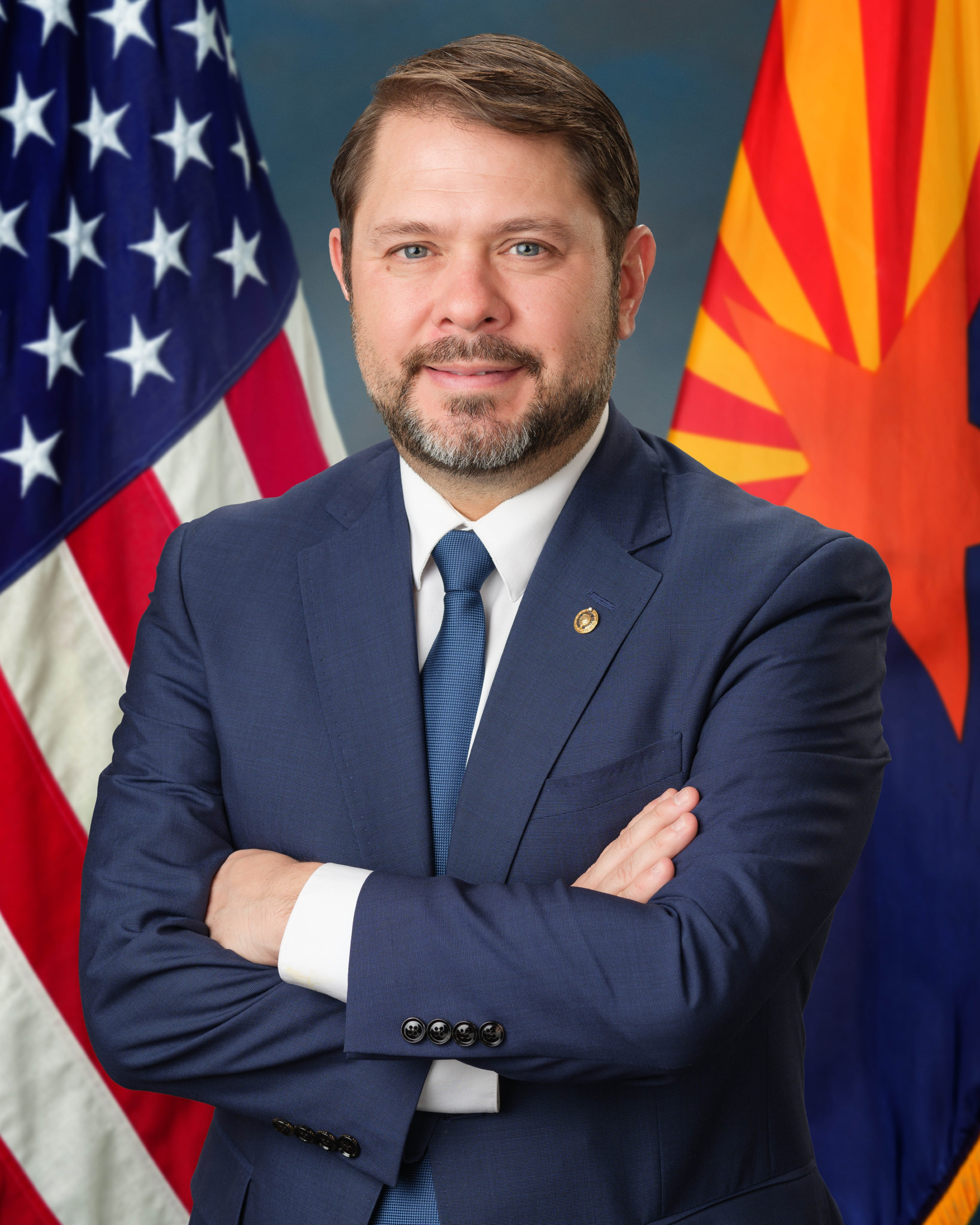
Ruben Gallego (2025)

Ruben Marinelarena Gallego (* 20. November 1979 in Chicago, Cook County, Illinois) ist ein US-amerikanischer Politiker der Demokratischen Partei. Vom 3. Januar 2015 bis zum 3. Januar 2025 war er Mitglied des US-Repräsentantenhauses für den Bundesstaat Arizona, von 2015 bis 2023 für den siebten Kongresswahlbezirk Arizonas und von 2023 bis 2025 für den dritten Kongresswahlbezirk. Seit dem 3. Januar 2025 vertritt er Arizona im Senat der Vereinigten Staaten.

## Werdegang
Ruben Gallego besuchte bis 2004 die Harvard University. Dort erlangte er einen Bachelor of Arts. Er diente von 2002 bis 2006 im United States Marine Corps und war dabei auch im Irakkrieg als Infanterist eingesetzt. In den Jahren 2006 und 2007 arbeitete er als Berater (Consultant) für Öffentlichkeitsarbeit.
Ruben Gallego war von 2010 bis Ende 2016 mit der Politikerin Kate Gallego verheiratet und hat mit ihr einen Sohn, der jedoch erst nach der Scheidung geboren wurde.

## Politik

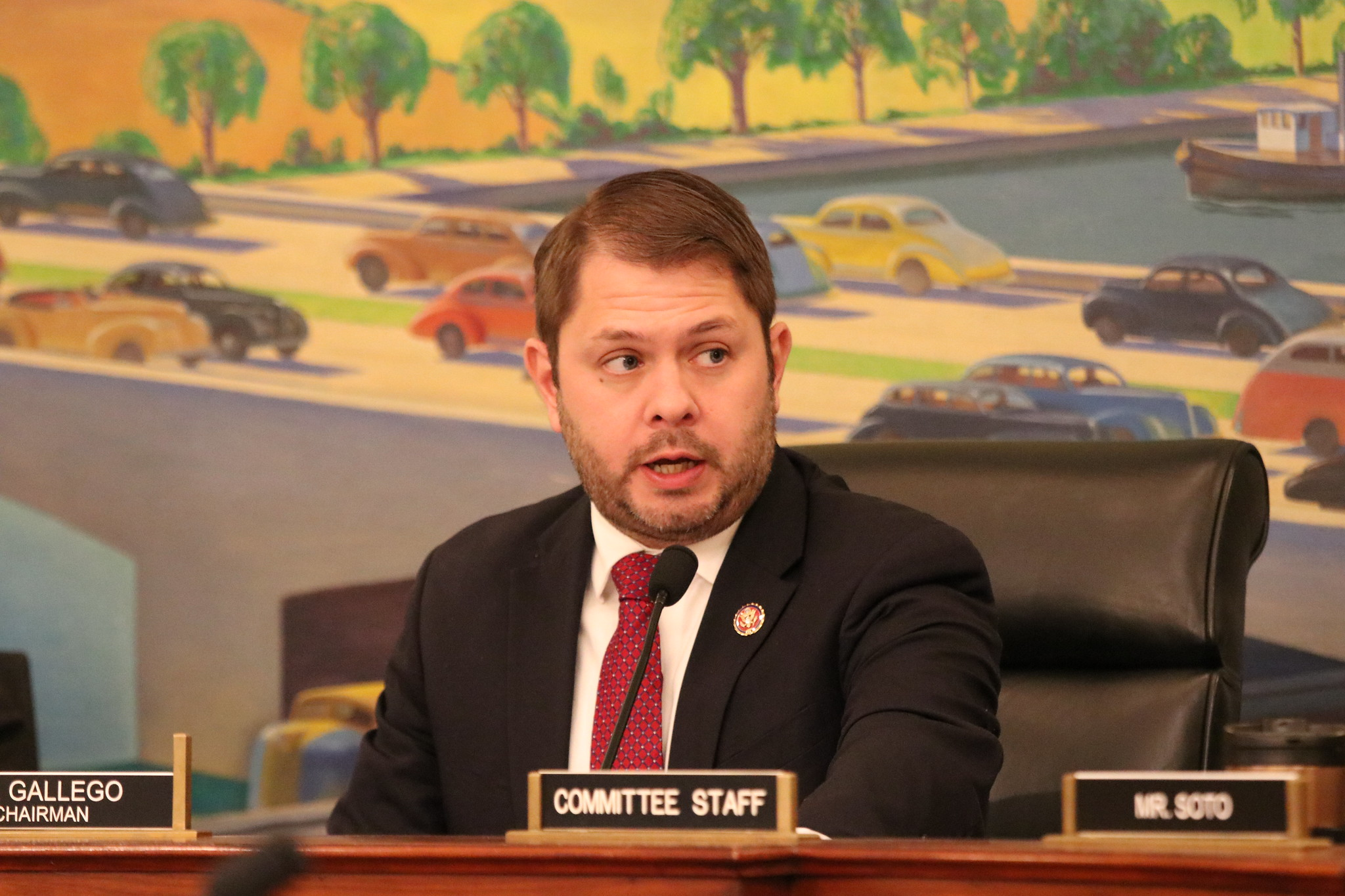
Ruben Gallego im Committee on Natural Resources (2020)

Er schlug als Mitglied der Demokratischen Partei in Arizona eine politische Laufbahn ein. Im August 2008 nahm er als Delegierter an der Democratic National Convention in Denver teil, auf der Barack Obama als Präsidentschaftskandidat nominiert wurde. 2009 wurde er stellvertretender demokratischer Parteivorsitzender in Arizona. Von 2010 bis 2014 gehörte er dem Repräsentantenhaus von Arizona an, wo er als Assistant Minority Leader dem Fraktionsvorstand der Demokraten angehörte.
Bei den Kongresswahlen des Jahres 2014 wurde Gallego im siebten Kongresswahlbezirk Arizonas in das US-Repräsentantenhaus in Washington, D.C. gewählt. Am 3. Januar 2015 trat er dort sein neues Mandat an. Er löste seinen Parteifreund Ed Pastor ab, der nicht mehr kandidiert hatte. Er siegte mit 74,9 % gegen Joe Cobb von der Libertarian Party sowie fünf weitere Kandidaten. Die Wahl 2016 konnte er mit 75,2 % gegen die Republikanerin Eve Nunez gewinnen. Im Jahr 2018 besiegte er Gary Swing von der Green Party mit 85,6 %. 2020 gelang ihm die Wiederwahl in den Repräsentantenhaus des 117. Kongresses mit 76,7 Prozent der Stimmen gegen den Vertreter der Republikanischen Partei, Josh Barnett, sowie zwei weiterer Kandidaten. Die Primary (Vorwahl) für die Wahlen 2022 am 2. August konnte er ohne Gegenkandidaten gewinnen. Er trat dadurch am 8. November 2022 gegen Jeffrey Zink von der Republikanischen Partei an. Er konnte die Wahl mit 76,1 % der Stimmen klar für sich entscheiden und war dadurch auch im Repräsentantenhaus des 118. Kongresses vertreten.
Im Januar 2023 kündigte Gallego an, bei den Wahlen 2024 statt für das Repräsentantenhaus für den Senatssitz von Kyrsten Sinema anzutreten. Im Juli 2024 gewann er die Vorwahlen bei den Demokraten. Gallego, der 2023 aus dem  Congressional Progressive Caucus ausgetreten war, führte im Gegensatz zu seiner republikanischen Gegenkandidatin Kari Lake einen parteiübergreifend ausgerichteten Wahlkampf im Swing State Arizona. Er konnte dafür 57,4 Millionen US-Dollar an Wahlkampfspenden anwerben, Lake nur 21,3 Millionen US-Dollar. Im November 2024 gewann Gallego dann in der Hauptwahl gegen Kari Lake die Senatswahlen in Arizona. Er war damit der erste Latino, der gewählt wurde, um Arizona im Senat der Vereinigten Staaten zu vertreten. Auf seinen alten Sitz im Repräsentantenhaus wurde zeitgleich Yassamin Ansari als Nachfolgerin gewählt.

### Ausschüsse
Gallego ist aktuell Mitglied in folgenden Ausschüssen des Senats:
- Committee on Banking, Housing, and Urban Affairs
- Committee on Energy and Natural Resources
- Committee on Homeland Security and Governmental Affairs
- Committee on Veterans’ Affairs